# 蒲文成
蒲文成（1942年11月—2017年6月20日），青海省乐都县人，中华人民共和国政治人物。

## 生平
1960年5月至1963年9月，先后任乐都县第一中学、第二中学教师。1963年9月至1968年7月，在青海民族学院、青海大学师范学院学习。1968年7月至1979年9月，任果洛州班玛县中学教师、教导主任；1979年9月至1982年12月，在西北民族学院古藏文专业学习并获得硕士；1982年12月至1998年6月，任青海省社会科学院民族宗教研究所副所长、所长；1998年6月至2003年1月，任青海省社会科学院副院长；2003年1月至2008年1月，任青海省政协副主席。
2017年6月20日4时在西宁逝世，享年75岁。